# Třída España
Třída España byla třída bitevních lodí typu dreadnought španělského námořnictva. Byly to jediné postavené španělské dreadnoughty a zároveň nejmenší postavené dreadnoughty na světě. Celkem byly v letech 1914–1921 postaveny tři jednotky této třídy. Třída byla nasazena v Rífské válce a ve Španělské občanské válce. España za Rífské války ztroskotala u Marockého pobřeží a nepodařilo se ji zachránit. Zbylé dvě byly ztraceny za občanské války. Alfonso XIII potopila mina a Jaime I zničil výbuch munice.

## Stavba
Stavba trojice dreadnoughtů byla schválena roku 1908. Postavila je španělská loděnice Sociedad Española de Construcción Naval (SECN) ve Ferrolu podle projektu britské loděnice Armstrong. Společnost Armstrong přitom vyrobila rovněž pancéřování a výzbroj pro všechna plavidla. První dvě jednotky España a Alfonso XIII byly do služby přijaty v letech 1913 a 1915. Dokončení jejich sesterské lodě Jaime I se protáhlo do roku 1921, kvůli zpoždění v dodávkách výzbroje a dalšího materiálu z Velké Británie v průběhu první světové války.
Jednotky třídy España:
| Jméno        | Založení kýlu    | Spuštění na vodu | Vstup do služby   | Osud |
| ------------ | ---------------- | ---------------- | ----------------- | --- |
| España       | 6. prosince 1909 | 5. února 1912    | 23. října 1913    | Dne 26. srpna 1923 ztroskotala na nezmapovaném útesu u marockého mysu Tres Forcas. Pokusy o její záchranu byly neúspěšné.                                                   |
| Alfonso XIII | 23. února 1910   | 7. května 1913   | 16. srpna 1915    | V dubnu 1931 přejmenována na España. Za občanské války v silách nacionalistů. Dne 30. dubna 1937 byla u mysu Peñas poblíž Santanderu potopena nacionalisty položenou minou. |
| Jaime I      | 5. února 1912    | 21. září 1914    | 20. prosince 1921 | Za občanské války v republikánských silách. Dne 17. června 1937 v Cartageně zničena výbuchem munice.                                                                        |

## Konstrukce

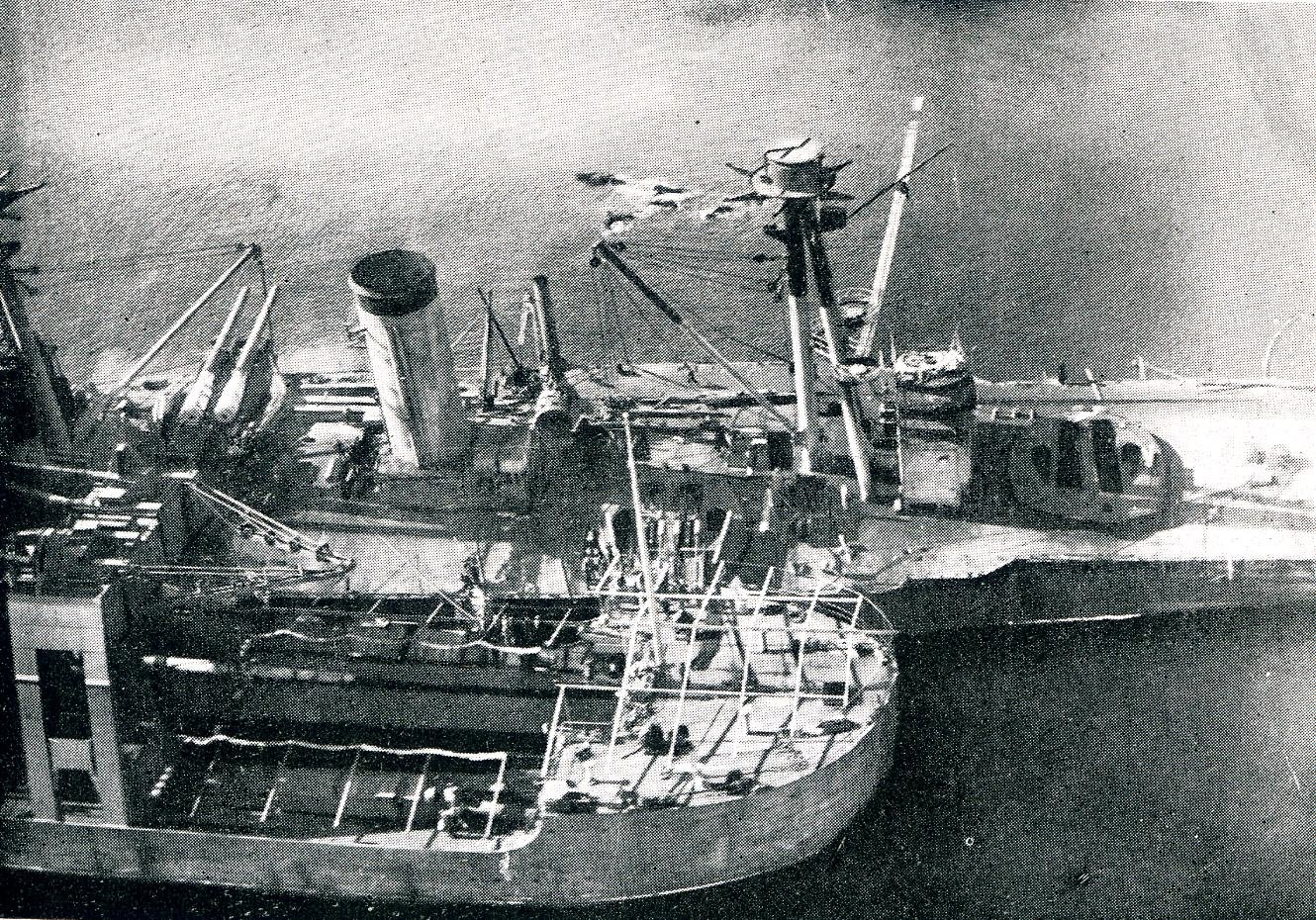
Záchranná loď Kanguro demontuje 305mm kanóny ztroskotané bitevní lodě España

Hlavní výzbroj tvořilo osm 305mm kanónů umístěných ve dvoudělových věžích. Sekundární výzbroj tvořilo dvacet 102mm kanónů. Lodě dále nesly dva 47mm kanóny a čtyři 450mm torpédomety. Pohonný systém tvořilo dvanáct kotlů Yarrrow a čtyři turbíny Parsons o výkonu 15 500 shp, roztáčející čtyři lodní šrouby. Nejvyšší rychlost dosahovala 19,5 uzlu. Dosah byl 5000 námořních mil při 10 uzlech a 3100 námořních mil při 16,75 uzlech.